# Parti du Yorkshire
 (octobre 2024).
Si vous disposez d'ouvrages ou d'articles de référence ou si vous connaissez des sites web de qualité traitant du thème abordé ici, merci de compléter l'article en donnant les références utiles à sa vérifiabilité et en les liant à la section « Notes et références ».
 (août 2022).
La mise en forme du texte ne suit pas les recommandations de Wikipédia : il faut le « wikifier ».
Les points d'amélioration suivants sont les cas les plus fréquents. Le détail des points à revoir est peut-être précisé sur la page de discussion.
- Les titres sont pré-formatés par le logiciel. Ils ne sont ni en capitales, ni en gras.
- Le texte ne doit pas être écrit en capitales (les noms de famille non plus), ni en gras, ni en italique, ni en « petit »…
- Le gras n'est utilisé que pour surligner le titre de l'article dans l'introduction, une seule fois.
- L'italique est rarement utilisé : mots en langue étrangère, titres d'œuvres, noms de bateaux, etc.
- Les citations ne sont pas en italique mais en corps de texte normal. Elles sont entourées par des guillemets français : « et ».
- Les listes à puces sont à éviter, des paragraphes rédigés étant largement préférés. Les tableaux sont à réserver à la présentation de données structurées (résultats, etc.).
- Les appels de note de bas de page (petits chiffres en exposant, introduits par l'outil «  Source ») sont à placer entre la fin de phrase et le point final[comme ça].
- Les liens internes (vers d'autres articles de Wikipédia) sont à choisir avec parcimonie. Créez des liens vers des articles approfondissant le sujet. Les termes génériques sans rapport avec le sujet sont à éviter, ainsi que les répétitions de liens vers un même terme.
- Les liens externes sont à placer uniquement dans une section « Liens externes », à la fin de l'article. Ces liens sont à choisir avec parcimonie suivant les règles définies. Si un lien sert de source à l'article, son insertion dans le texte est à faire par les notes de bas de page.
- La présentation des références doit suivre les conventions bibliographiques. Il est recommandé d'utiliser les modèles {{Ouvrage}}, {{Chapitre}}, {{Article}}, {{Lien web}} et/ou {{Bibliographie}}. Le mode d'édition visuel peut mettre en forme automatiquement les références.
- Insérer une infobox (cadre d'informations à droite) n'est pas obligatoire pour parachever la mise en page.

Pour une aide détaillée, merci de consulter Aide:Wikification.
Si vous pensez que ces points ont été résolus, vous pouvez retirer ce bandeau et améliorer la mise en forme d'un autre article.
Le parti du Yorkshire est un parti politique régionaliste du Yorkshire, un comté historique d'Angleterre. Fondé en 2014, il milite pour la création d'un Parlement du Yorkshire dévolu au sein du Royaume-Uni, avec des pouvoirs en matière d'éducation, d'environnement, de transport et de logement.
Il se décrit comme un parti centriste construit sur des principes sociaux-démocrates et souhaite « changer la façon dont le système politique britannique fonctionne »[réf. nécessaire].
Le parti compte des conseillers de paroisse, de ville, de district et de comté, a présenté 21 candidats aux élections générales de 2017 et a obtenu 8,6 % des voix lors de l'élection du maire de la Sheffield City Region en 2018. Le parti a désigné 28 candidats pour l'élection générale de 2019.
Lors de l'élection du maire du Yorkshire de l'Ouest de 2021, il a obtenu près de 60 000 voix (p9,7% des voix) au premier tour et est arrivé troisième au classement général, derrière les travaillistes et les conservateurs. Le parti est arrivé troisième derrière les travaillistes et les conservateurs au premier tour de l'élection du maire du Yorkshire du Sud de 2022, avec une part de voix supérieure de 13,4 %, à seulement 3,1 % de battre les conservateurs au second tour.

## Histoire
Le parti a été fondé sous le nom de Yorkshire First en 2014 par les hommes d'affaires Stewart Arnold et Richard Honnoraty, et le consultant en gestion Richard Carter. Carter a été le premier dirigeant du parti. Le lancement du parti a été salué par un porte-parole de Mebyon Kernow.
Concourant aux élections parlementaires européennes de 2014 dans la circonscription du Yorkshire-et-Humber, le parti du Yorkshire a obtenu 19 017 voix (1,5 %). Arnold, son candidat principal, a décrit ce résultat comme étant « un résultat extrêmement significatif. »
En 2015, le parti a participé à sa première élection générale, en présentant 14 candidats. Le parti a également obtenu ses premiers sièges de conseil municipal et paroissial. Sur le plan international, le parti a obtenu le statut d'observateur au sein du groupement de l'Alliance libre européenne et est depuis devenu un membre à part entière.
En 2016, le parti a présenté 17 candidats à travers six autorités locales, et a également combattu l'élection partielle de Sheffield Brightside & Hillsborough. En juillet, Arnold a succédé à Carter en tant que chef du parti, Chris Whitwood devenant chef adjoint. Le parti a rejoint l'alliance Make Votes Matter pour la représentation proportionnelle.
En mai 2017, le parti du Yorkshire s'est présenté à Doncaster pour la première fois, contestant l'élection du maire et sauvant sa caution. En outre, le parti a présenté sept candidats aux élections municipales. En juin de la même année, le parti a présenté 21 candidats aux élections générales, arrivant en troisième position dans trois circonscriptions. Le parti du Yorkshire est ainsi devenu le sixième parti le plus voté en Angleterre et l'un des trois seuls partis à avoir augmenté sa part de voix par rapport à 2015.

En 2018, le candidat du parti à Rotherham, Mick Bower, a été sélectionné pour participer à l'élection du maire de la Sheffield City Region. 8,6 % des voix, soit la quatrième place sur les sept partis en lice, le parti est également arrivé troisième dans trois des quatre zones de conseil participantes, battant les libéraux-démocrates et les verts à Barnsley, Doncaster et Rotherham. Les 22 318 voix obtenues constituent également le plus grand total individuel jamais obtenu par le parti.
À l'été 2018, le parti a gagné ses premiers conseillers au niveau du district et du comté lorsque l'ancienne maire de Northallerton et conseillère du district de Hambleton, Claire Palmer, et le conseiller conservateur principal du conseil de district de Selby et du conseil du Yorkshire du Nord, Mike Jordan, ont fait défection. Jordan a déclaré qu'il rejoignait le parti du Yorkshire parce qu'il pensait que le gouvernement ne rendait pas au Yorkshire "la justice qu'il mérite".
En mars 2019, Whitwood est devenu chef du parti et Laura Walker a pris le rôle d'adjointe. Whitwood a exprimé son optimisme quant au rôle positif que le parti du Yorkshire pourrait jouer dans la politique de la vie quotidienne des gens, décrivant la période comme une opportunité en or où "les petits partis peuvent faire une énorme différence et avoir une énorme influence".
En avril 2019, à l'occasion du cinquième anniversaire de sa création, le parti a présenté un nombre record de candidats aux élections locales de cette année-là, soit plus du double du record précédent.
Le parti a présenté six candidats aux élections européennes de 2019, mais aucun n'a été élu. Ils ont présenté 28 candidats aux élections générales de 2019 : aucun n'a été élu, mais avec 29 201 voix, ils ont obtenu le troisième plus grand nombre de voix de tous les partis qui n'ont pas fait élire de député, après le Parti du Brexit et le parti unioniste d'Ulster.
En mai 2020, Bob Buxton, un enseignant, a été élu pour un mandat de deux ans en tant que leader à la suite de la démission de Whitwood. En juin 2020, un homme d'affaires de Shipley, Darren Longhorn, a été nommé président du parti par intérim.
À la fin du mois d'août 2020, le conseiller George Derx de la circonscription de Stainforth et Barnby Dun à Doncaster a fait défection du parti travailliste et a rejoint le parti du Yorkshire. Il a déclaré qu'il pensait que le parti avait les "bonnes politiques pour notre région". À la suite de cette défection, le parti du Yorkshire est maintenant représenté par huit conseillers dans le gouvernement local.

## Idéologie
Le parti préconise la dévolution régionale pour le Yorkshire sous la forme d'une assemblée démocratiquement élue. L'argument du parti en faveur de la dévolution régionale serait fondé sur le principe de subsidiarité - la conviction que les questions doivent être traitées par l'autorité compétente la plus petite, la plus basse ou la moins centralisée.
Le parti promeut une série de politiques couvrant l'éducation, l'environnement, les transports et le logement qu'il décrit comme économiquement centristes et étayées par des principes sociaux-démocrates.

## Performance électorale
En 2014, le parti a commencé par présenter des candidats à l'élection du Parlement européen dans la circonscription de Yorkshire-et-Humber, remportant 1,5 % des voix avec un peu plus de 19 000 votes.
Lors de l'élection générale de 2015, le parti a disputé 14 circonscriptions, remportant 6 811 voix et une part de voix moyenne de 1,04 %.
Le parti a augmenté le nombre de ses candidats lors de l'élection surprise de 2017 à 21, remportant 20 958 voix, une énorme augmentation par rapport à l'élection précédente. Le parti a également augmenté sa part de voix moyenne dans les sièges qu'il a disputés à 2,1 % des voix. Alors qu'il ne disputait que des sièges dans le Yorkshire, le parti a obtenu suffisamment de voix pour devenir le sixième parti le plus populaire d'Angleterre.
Le parti a remporté ses premières élections aux autorités principales lors des élections locales de 2019, en obtenant des sièges au conseil de district de Selby et au conseil du Yorkshire de l'Est.
Lors de l'élection du Parlement européen de 2019 dans la circonscription du Yorkshire-et-Humber, il a obtenu plus de 50 000 voix (4 % des voix), il a été le seul parti non parlementaire à dépasser Change UK.
Lors de l'élection générale de 2019, le parti a encore augmenté son nombre de candidats à 28 et a obtenu 29 201 voix au total - sa meilleure performance électorale lors d'une élection générale. La part de voix moyenne du parti est restée constante à 2,1 %, avec une légère augmentation de 0,07 %.
Lors des élections municipales de 2021 dans le West Yorkshire, il a obtenu près de 60 000 voix (près de 10 % de la part des voix) au premier tour - troisième au classement général, derrière les travaillistes et les conservateurs.
Le parti du Yorkshire a participé aux élections locales de 2022, en présentant 37 candidats à travers le Yorkshire, avec l'écologiste et entrepreneur de Barnsley, le Dr Simon Biltcliffe, qui s'est présenté comme le candidat du parti pour l'élection du maire du sud du Yorkshire. Biltcliffe a terminé troisième avec 13,4% des votes de premier choix.
Le parti du Yorkshire s'est présenté à l'élection partielle de Wakefield en 2022 avec David Herdson, qui vit dans la circonscription, comme candidat. Il est arrivé quatrième avec 4,3 % des voix.

## Représentants élus
Lors des élections locales de 2019, le parti du Yorkshire a remporté quatre sièges au conseil de district de Selby et deux au conseil du Yorkshire de l'Est. Si l'on ajoute à cela les deux sièges que le parti détient au conseil de comté du North Yorkshire et au conseil d'arrondissement métropolitain de Doncaster en raison de défections, le parti compte huit conseillers des principales autorités du Yorkshire.
Le parti est également représenté dans les conseils municipaux et paroissiaux de la région.